# Немет, Жанетт
Жанетт Немет (венг. Németh Zsanett, р. 21 января 1994) — венгерская спортсменка, борец вольного стиля, призёр чемпионатов Европы.

## Биография
Родилась в 1994 году в Веспреме. В 2013 году заняла 16-е место на чемпионате мира. В 2014 году заняла 5-е место на чемпионате Европы, и 15-е — на чемпионате мира. В 2015 году заняла 8-е место на Европейских играх, и 21-е — на чемпионате мира. В 2016 году заняла 9-е место на чемпионате Европы, а кроме того приняла участие в Олимпийских играх в Рио-де-Жанейро, где заняла 10-е место. В 2017 году завоевала серебряную медаль чемпионата Европы, и заняла 12-е место на чемпионате мира. В 2018 году заняла 7-е место на чемпионате Европы.
На чемпионате Европы 2019 года в Бухаресте завоевала бронзовую медаль в весовой категории до 76 кг. 